# Trnávka (přítok Bečvy)
Trnávka je potok, přítok řeky Bečvy, který se nachází v okrese Olomouc a okrese Přerov v Olomouckém kraji. Patří do povodí řeky Moravy (povodí řeky Dunaj, úmoří Černého moře).

## Horská část toku
Trnávka pramení severo-severovýchodně od vrcholu kopce Slavkovský vrch, u čistírny odpadních vod, východně od vesnice Slavkov (místní části obce Kozlov) v okrese Olomouc v Olomouckém kraji v pohoří Oderské vrchy. Potok nejprve teče východním směrem a pak se stáčí jižním směrem a začíná vytvářet hluboké údolí se suťovými svahy, kolem cesty ze Slavkova do Loučky. Trnávka ze severu a východu obtéká Slavkovský vrch a ze západu kopec Obírka. Za vodopádem Loučská kaskáda a u Lipnické myslivny, Trnávka opouští Oderské vrchy a okres Olomouc a vtéká do Moravské brány a okresu Přerov.

## Nižinná část toku
V Moravské bráně Trnávka protéká mezi obcemi Loučka (místní část města Lipník nad Bečvou) a Bohuslávky. Potok se zde stáčí k jihozápadu. Část toku je zakrytá a napájí dva malé rybníky. Levý odtok Trnávky je zdrojem toku potoka Loučka, který protéká vesnicí Loučka (v minulosti zde byl funkční vodní mlýn). Trnávka následně podtéká křižování dálnice D1 a dálnice D35 a protéká stejnojmennou vesnicí Trnávka (část města Lipník nad Bečvou). Pak podtéká železniční trať Přerov–Bohumín a silnici I/47. Nakonec, jako součást vodního díla, podtéká úmělý vodní tok Strhanec a vtéká zprava do řeky Bečvy mezi Osekem nad Bečvou a Lipníkem nad Bečvou.

## Další informace
Délka toku Trnávky je cca 10,7 km.
V minulosti se horská část toku nacházela ve vojenském újezdu Libavá ve vojenském prostoru a byla bez příslušného povolení nepřístupná.
Trnávka tvoří část společné hranice katastrů vesnice Loučka a Bohuslávky.
V roce 1981, při hloubení trasy vodovodu, bylo zjištěno osídlení lužické kultury popelnicových polí na levém břehu potoka Trnávka v katastru obce Osek nad Bečvou. Byly nalezeny 2 polozemnice, 2 jámy, keramický materiál a nástroje.